# Youth (2013)
Youth ist ein israelischer Spielfilm aus dem Jahr 2013 des Regisseurs Tom Shoval. Der Film erzählt die Geschichte der Brüder Yaki und Shaul, die in Petah Tikva leben, und mit finanziellen und familiären Problemen kämpfen und aus Verzweiflung eine Entführung begehen. Die israelisch-deutsche Koproduktion feierte ihre Weltpremiere in der Sektion Panorama der 63. Berlinale.

## Handlung

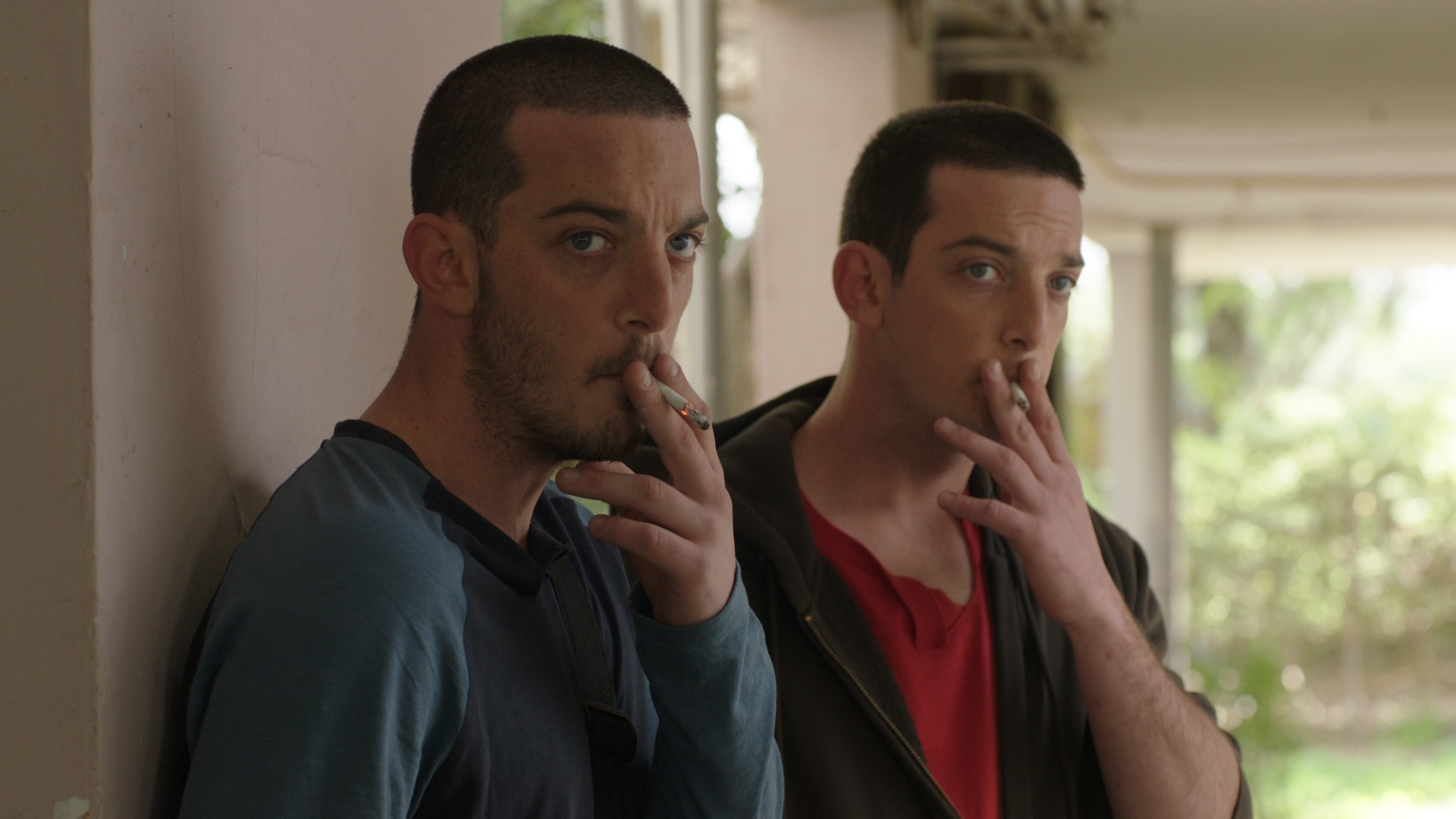
Eitan und David Cunio im Film HaNoar – Youth (2013)

Die Zwillingsbrüder Yaki und Shaul leben in Petach Tikwa. Während Yaki seinen Militärdienst leistet und eine Waffe trägt, gerät die Familie aufgrund der Arbeitslosigkeit des Vaters in finanzielle Not. In dem Glauben, ihr Schicksal beeinflussen zu können, entführen die Brüder ein Mädchen, um Lösegeld zu erpressen. Ihr Plan scheitert jedoch, da die orthodoxe Familie des Opfers am Schabbat nicht ans Telefon geht.

## Produktion und Hintergründe
Youth ist das Spielfilmdebüt des israelischen Regisseurs Tom Shoval, der selbst in Petah Tikva aufgewachsen ist. Er spielt in einer heruntergekommenen Wohnsiedlung aus den 1950er Jahren und entstand vor dem Hintergrund der sozialen Unruhen in Israel, die 2011 nach wirtschaftlichen Reformen zu landesweiten Protesten führten. Die israelisch-deutsche Koproduktion feierte 2013 ihre Weltpremiere in der Sektion Panorama der 63. Internationalen Filmfestspiele Berlin.
Die Hauptrollen der Brüder Yaki und Shaul wurden von den Zwillingsbrüdern Eitan und David Cunio gespielt, die zum Zeitpunkt des Castings Soldaten waren und keine professionelle Schauspielerfahrung hatten. Shoval entdeckte sie in einem Kibbuz und ließ sie mehrere Monate Schauspielunterricht nehmen. Für die Dreharbeiten verschoben sie ihre Einberufung in die israelische Armee und wurden zeitweise vom Militärdienst freigestellt.
Während des Terrorangriffs der Hamas auf Israel am 7. Oktober 2023 wurde David Cunio mit seiner Frau und den Zwillingstöchtern aus dem Kibbuz Nir Oz entführt. Seine Frau und die dreijährigen Kinder wurden am 27. November 2023 im Rahmen eines Waffenstillstandsabkommens zwischen Israel und der Hamas freigelassen. Die mangelnde öffentliche Solidarität und Positionierung während der Berlinale 2024 gegenüber Cunios Entführung wurde kritisiert. Regisseur Tom Shoval erzählte, dass Cunios Leben durch den Film nachhaltig geprägt wurde, da er dort seine Frau kennengelernt hatte. Er äußerte sich zur Situation 2024 mit den Worten: „Wir befinden uns inmitten einer Tragödie. Das ist keine politische Positionierung. Es geht hier nicht um Juden, Israelis oder Palästinenser, um rechts oder links. David Cunio war unschuldig, er war kein Soldat, und die Tatsache, dass niemand etwas darüber sagen kann, ist auch eine Tragödie.“

## Rezensionen
Thorsten Schmitz schrieb für die Süddeutsche Zeitung: „Shovals atmosphärisch dichter Film zeigt, wie die Verzweiflung die Brüder Yaki und Shaul dazu treibt, mit einer wahnwitzigen Idee die Wohnung der Eltern behalten zu können. Die können den Kredit nicht mehr abzahlen, seit der Vater arbeitslos ist. „Ohne Geld bist du nichts“, sagt er im Film. Moshe Ivgy spielt ihn, einer der besten Charakterdarsteller Israels. Die Brüder wollen nicht nichts sein. Sie wollen die Welt retten – die eigene und die ihrer Eltern.“
Christiane Peitz für den Tagesspiegel: „Youth erzählt von der neuen Armut des israelischen Mittelstands, der Militarisierung der Jugend und der latenten Gewalt eines Landes im Unfrieden, die den Brüdern in den Knochen steckt. Jede Umarmung ein Gerangel, jeder Wortwechsel ein verbaler Kraftakt, jeder Satz von Flüchen durchsetzt.“